# Laurent Duval de Fraville
Laurent-Martin Duval, baron de Fraville (22 février 1791, Chaumont - 26 février 1871, Condes), est un homme politique français.

## Biographie

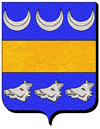

Fils de Claude Duval de Fraville, il avait rempli dans sa ville natale les fonctions de conseiller de préfecture, puis celles de maire. Élu, comme candidat du gouvernement, le 21 juin 1834, député du 3e collège de la Haute-Marne, il fit partie de la majorité conservatrice et vota, jusqu'en 1848, pour les divers ministères qui se succédèrent.
Il fut successivement réélu : le 4 novembre 1837, le 2 mars 1839, le 9 juillet 1842 et le 1er août 1846.
Le titre de baron de son père fut confirmé en sa faveur en 1820 par Louis XVIII.
À la suite de son père qui avait entrepris la construction du château de Condes, il s'employa au développement du village, en tant que maire ou à titre privé, par la construction d'une mairie-école, de deux ponts, d'une école de filles transformée en orphelinat, d'un lavoir, de la nouvelle église ainsi qu'un haut-fourneaux. Entrepreneur et sylviculteur passionné, il fait planter les couteaux de la Marne et des terrains tant privés que communaux.
De son mariage avec Gertrude Graillet de Beine (1789-1850), il aura trois enfants : 
- Célinie (1818-1889) qui épouse Thomas Moreau du Breuil de Saint-Germain et est la mère d'Albert Moreau du Breuil de Saint-Germain.
- Ernestine (1820-1877) qui épouse Daniel O'Connor (fils du général Arthur O'Connor)
- Georges (1822-1908) qui épouse Pauline Prévost de Vernois (1831-1881) (fille du général Simon Pierre Nicolas Prévost de Vernois)